# Fekete guán
A fekete guán (Chamaepetes unicolor) a madarak osztályának tyúkalakúak (Galliformes) rendjébe és a hokkófélék (Cracidae) családjába tartozó faj.

## Rendszerezése
A fajt Osbert Salvin angol ornitológus írta le 1867-ben.

## Előfordulása
Közép-Amerikában, Costa Rica és Panama területén honos. Természetes élőhelyei a szubtrópusi és trópusi hegyi esőerdők. Állandó, nem vonuló faj.

## Megjelenése
Testhossza 62–69 centiméter, átlagos testtömege 1135 gramm. Tollazata fényes fekete. Arca csupasz és kék színű. Szeme és lábai vörösek.

## Életmódja
Gyümölcsökkel táplálkozik.

## Természetvédelmi helyzete
Az elterjedési területe kicsi, egyedszáma ugyan csökken, de még nem éri el a kritikus szintet. A Természetvédelmi Világszövetség Vörös listáján nem fenyegetett fajként szerepel.

## Külső hivatkozások
- Képek az interneten a fajról[halott link]
- Internet Bird Collection - videók a fajról. [2010. február 19-i dátummal az eredetiből archiválva].
- Xeno-canto.org - a faj hangja. [2019. július 11-i dátummal az eredetiből archiválva].